# Национальная прогрессивная партия
Национальная прогрессивная партия (фин. Kansallinen Edistyspuolue, швед. Framstegspartiet) — финская либеральная политическая партия, существовавшая с 1918 по 1951 годы.
Национальная прогрессивная партия была основана 8 декабря 1918 года после гражданской войны в Финляндии. Основу новой политической организации составило республиканское большинство Младофинской партии. Кроме этого небольшая группа членов Финской партии также вступила в НПП. На следующий день сторонники монархии образовали Национальную Коалиционную партию.
За время своего существования Национальная прогрессивная партия участвовала в работе 25 кабинетов министров, из которых 9 возглавляла. 7 членов партии становились премьер-министрами Финляндии (Каарло Кастрен (1919), Юхо Веннола — дважды (1919—1920 и 1921—1922), Оскари Мантере (1928—1929), Тойво Кивимяки (1932—1936), Аймо Каяндер (1937—1939), Ристо Рюти (1939—1940) и Йохан Рангелл (1941—1943)). Кроме этого, Каарло Юхо Стольберг и Ристо Рюти занимали пост президента Финляндии (первого и пятого по счёту). Наибольшего успеха на парламентских выборах Национальная прогрессивная партия добилась в 1919 году, набрав 12,81 % голосов и получив 26 мест в парламенте.
Партия распалась в 1951 году. Большая часть членов вступила в новообразованную Народную партию Финляндии. Меньшая группа, во основном из хельсинкского отделения НПП, возглавляемая будущим премьер-министром Сакари Туомиоя основала Либеральную лигу.

## Участие в выборах
| Год  | Мандаты | Голоса  | Голоса  |
| ---- | ------- | ------- | ------- |
| 1919 | 26      | 123 090 | 12,81 % |
| 1922 | 15      | 79 676  | 9,21 %  |
| 1924 | 17      | 79 937  | 9,09 %  |
| 1927 | 10      | 61 613  | 6,77 %  |
| 1929 | 7       | 53 301  | 5,60 %  |
| 1930 | 11      | 65 830  | 5,83 %  |
| 1933 | 11      | 82 129  | 7,41 %  |
| 1936 | 7       | 73 654  | 6,28 %  |
| 1939 | 6       | 62 387  | 4,81 %  |
| 1945 | 9       | 87 868  | 5,17 %  |
| 1948 | 5       | 73 444  | 3,91 %  |

| Год  | Кандидат                                                                | Коллегия выборщиков | Место | Голоса                                 |
| ---- | ----------------------------------------------------------------------- | ------------------- | ----- | -------------------------------------- |
| 1919 | Каарло Юхо Стольберг                                                    | 143                 | 1     | Избирался парламентом                  |
| 1925 | Ристо Рюти                                                              | 109 (3-й тур)       | 2     | 71 199; 11,5 %                         |
| 1931 | Каарло Юхо Стольберг                                                    | 149 (3-й тур)       | 2     | 148 430; 17,7 %                        |
| 1937 | Каарло Юхо Стольберг                                                    | 19 (2-й тур)        | 3     | 123 355; 11,1 %                        |
| 1940 | Ристо Рюти                                                              | 288                 | 1     | Избирался парламентом                  |
| 1943 | Ристо Рюти                                                              | 269                 | 1     | Избирался парламентом                  |
| 1946 | Каарло Юхо Стольберг                                                    | 14                  | 2     | Избирался парламентом                  |
| 1950 | Паасикиви, Юхо Кусти (кандидат от Национальной коалиции, поддержан НПП) | 171 (14 от НПП)     | 1     | 585 063; 37,1 % (84 956; 5,4 % от НПП) |